# Ihr Geheimnis
Ihr Geheimnis (Originaltitel: The Miniver Story) ist ein US-amerikanisches Filmdrama von H. C. Potter aus dem Jahr 1950, das als Fortsetzung von Mrs. Miniver (1942) entstand. Wie im Vorgänger sind Greer Garson und Walter Pidgeon in den Hauptrollen zu sehen.

## Handlung
Während Hausfrau Kay Miniver am 8. Mai 1945 in London ihre Einkäufe erledigt, hört sie im Radio, wie das Ende des Zweiten Weltkriegs verkündet wird. Als sie nach Hause in einen Vorort von London zurückkehrt, trifft sie die ersten Vorbereitungen für die anstehende Wiedervereinigung ihrer Familie. Ihr kleiner Sohn Toby war in die Vereinigten Staaten geschickt worden, um den feindlichen Bomben zu entkommen. Tochter Judy ist als Krankenschwester in Kairo stationiert und Ehemann Clem dient als Offizier in der Britischen Armee.
Am Abend versammeln sich die Einwohner des Ortes, um den Tag des Sieges zu feiern und die alliierten Truppen zu verabschieden. Der US-amerikanische Kommandant Spike Romway nutzt die Gelegenheit und gesteht Kay, dass er sich in sie verliebt habe. Obwohl sie sich geschmeichelt fühlt, erinnert sie ihn daran, dass der Krieg viele Herzen einander nähergebracht habe, und bittet ihn, sie zu vergessen und zu seiner Frau zurückzukehren. Innerhalb einer Woche sind die Minivers wieder vereint und sie versuchen, zum normalen Familienalltag zurückzufinden. Clem arbeitet wieder in seinem Architektur-Büro, und alle sind amüsiert über Tobys amerikanischen Akzent und seine Obsession mit Baseball. Judy Miniver hat sich derweil in General Steve Brunswick verliebt, der viele Jahre älter ist als sie und sich erst kürzlich von seiner Frau getrennt hat. Kay und Clem sind über diese Verbindung nur wenig erfreut.
Was ihre Familie nicht ahnt, ist, dass Kay in der Zwischenzeit mit einer schweren Krankheit diagnostiziert wurde. Nach einem erneuten Schwächeanfall besucht sie Dr. Kanesley, um zu erfahren, wie viel Zeit ihr noch bleibt. Der Arzt teilt ihr mit, dass ihre Krankheit aufgrund der Strapazen des Krieges rapide fortgeschritten sei und sie wahrscheinlich nur noch sechs bis zwölf Monate zu leben habe. Obwohl ihr Dr. Kanesley rät, ihre Angehörigen unverzüglich über ihren Gesundheitszustand aufzuklären, kann sich Kay nicht durchringen, ihrer Familie die Wahrheit zu sagen. Clem hat derweil Schwierigkeiten, sich in den normalen Arbeitsalltag wieder einzufügen, weshalb er in Brasilien eine Stelle annehmen möchte und Kay vorschlägt, mit der Familie nach Südamerika zu ziehen. Kay ist überzeugt, dass die Aussicht aus Clems Büro auf das zerbombte London der wahre Grund ist, warum er England verlassen will. Nachdem Kay und Sekretärin Jeanette ihm ein neues Büro eingerichtet haben, verfliegt sowohl seine Depression als auch sein Wunsch, nach Brasilien auszuwandern.
Während sich Kay und Clem weiterhin Sorgen um Judys Liebe zu General Brunswick machen, hofft Judy, den General nach dessen Scheidung heiraten zu können. Als Kay nach London geht, um ihren potentiellen Schwiegersohn näher kennenzulernen, ist sie zwar schnell von seiner Intelligenz beeindruckt, stellt aber fest, dass er mit seinen Temperamentsausbrüchen nicht zu ihrer Tochter passt und er noch immer in seine Ehefrau verliebt ist. Später kehrt Judy mit Tränen in den Augen nach Hause zurück. Sie gibt ihrer Mutter die Schuld daran, dass Brunswick seine Beziehung zu ihr beendet hat. Kay versucht, Judy zu trösten, indem sie ihr einen Brief von Kommandant Spike Romway vorliest. Dem Brief zufolge habe Kay ihn dazu gebracht, die Liebe zu seiner Frau neu zu entdecken. Als Judy einsieht, dass Kay damit erklären will, dass General Brunswick ähnlich fühlt, umarmt sie ihre Mutter und begleitet ihre Eltern noch am selben Abend zu einem Dorffest. Dort trifft sie auf ihren langjährigen Verehrer Tom Foley, der sie schließlich zum Tanz auffordert. Als Clem seine Frau um einen Tanz bittet, entschließt sich Kay, ihm von ihrer Krankheit zu erzählen. Clem ist über die Nachricht am Boden zerstört und unfähig, sich ein Leben ohne Kay vorzustellen. Kay stirbt im darauffolgenden Winter, kurz nachdem Judy und Tom geheiratet haben. Vier Jahre später leben Judy und Tom zusammen mit Clem und Toby im Haus der Familie, wo Kay noch immer allgegenwärtig ist.

## Hintergrund
Ihr Geheimnis, die Fortsetzung des erfolgreichen Kriegsdramas Mrs. Miniver, wurde im Gegensatz zum Vorgänger an Originalschauplätzen in England gedreht. Walter Pidgeon und Greer Garson, die für ihre Rolle der Mrs. Miniver 1943 einen Oscar erhalten hatte, übernahmen erneut die Hauptrollen. Auch Henry Wilcoxon und Reginald Owen wiederholten ihre Rollen. Richard Ney hingegen, der im ersten Teil den ältesten Sohn der Minivers gespielt hatte, fehlte in der Fortsetzung. MGM war es zu pikant, Ney auf der Leinwand erneut in die Rolle von Garsons Sohn schlüpfen zu lassen, nachdem Garson mit dem zwölf Jahre jüngeren Ney von 1943 bis 1947 verheiratet gewesen war. Seine Figur wurde daher komplett aus der Handlung des zweiten Teils gestrichen. Als Filmarchitekt trat Alfred Junge in Erscheinung. Garsons Kostüme entwarf Walter Plunkett. Miklós Rózsa adaptierte Herbert Stotharts Filmmusik aus Mrs. Miniver. Eingespielt wurde Rózsas Adaption vom London Philharmonic Orchestra.
Die Schriftstellerin Jan Struther, die mit ihrem Buch Mrs. Miniver erlebt die Vorkriegszeit die literarische Vorlage für Mrs. Miniver geliefert hatte, war derart verärgert über das Drehbuch der Fortsetzung, dass sie es ablehnte, den Film zu sehen, und MGM daraufhin erfolgreich verklagte, weil das Studio die von ihr erschaffene Figur ohne ihr Einverständnis sterben ließ. Auch die Kritiker und Zuschauer waren mit dem Resultat unzufrieden. MGM musste in der Folge einen herben Verlust von 2.311.000 Dollar an den US-amerikanischen Kinokassen hinnehmen.

## Kritiken
„Sorgfältig und mit moralischem Anspruch inszeniert, erreicht der zweite Miniver-Film, ein düsteres und schleppendes Familiendrama, nicht die künstlerische Qualität des Vorgängers“, befand das Lexikon des internationalen Films. Bosley Crowther von der New York Times schrieb, dass Greer Garson ihre Rolle „mit solch erhabener Demut“ spiele, „dass jede in der Handlung vorkommende Emotion vor Sentimentalitäten nur so trieft“. Walter Pidgeon wiederum sehe aus und spiele „wie ein Denkmal“.
Craig Butler vom All Movie Guide bezeichnete den Film als „schwerfällige Seifenoper“. Im Vergleich dazu sei Mrs. Miniver „ein Drama mit Herz“ gewesen. Das Drehbuch wirke im Bezug auf die Figurenentwicklung und Dialoge „banal“. H. C. Potters Regie sei „zweckdienlich“, doch sei ein „herausragender Regisseur“ vonnöten gewesen. „Unter den Umständen“ habe die Besetzung noch „das Bestmögliche“ aus ihrer Aufgabe gemacht. Greer Garson und Walter Pidgeon seien „talentiert genug“, um die Defizite wieder wettzumachen. Dank ihnen sei der Film „sehenswert“, wenn auch „nicht erinnerungswürdig“. Variety lobte seinerzeit in erster Linie Greer Garson, die als Kay Miniver, gleichwohl von Krankheit gezeichnet, „so liebreizend wie eh und je“ aussehe.